# Wolfgang Tillmans
Wolfgang Tillmans, né le 16 août 1968 à Remscheid en Allemagne, est un photographe et un plasticien contemporain. Il vit et travaille à Londres et Berlin,

## Biographie
De 1990 à 1992, Wolfgang Tillmans étudie à Bournemouth (Royaume-Uni) au Bournemouth & Poole College of Art and Design. 
En 1992, son travail est publié par le magazine britannique I-D.
En 2000, Tillmans réalise une série de photographies pour le journal britannique the Big Issue vendu à la criée par les SDF. 
À l'instar de Nan Goldin ou de Larry Clark, il photographie beaucoup de scènes d'intimité, mais il produit aussi des œuvres abstraites,.
En 2008, l'Hamburger Bahnhof  de Berlin lui a consacré sa première grande rétrospective en Allemagne.

### Vie privée
Il a toujours assumé son homosexualité. Son compagnon est mort du sida en 1997.

## Expositions personnelles
- Vue d'en haut, au Palais de Tokyo[4] (2002)
- Fondation Beyeler, Bâle[5] (2017)
- Wolgang Tillmans, 2017, Tate Modern, Londres (2017)[6]
- Lumière du matin, Galerie Chantal Crousel, Paris (2021)[7]
- To look without fear, Musée d'art moderne de New York (2022)[8]
- Rien ne nous y préparait -Tout nous y préparait, Centre Pompidou, Paris (2025)[9],[10]

## Prix
- 1995: Ars Viva Prize, Germany Kunstpreis der Böttcherstraße, Bremen.
- 2000 : Il est le premier photographe à recevoir le Prix Turner[11].
- 2018 : Kaiserring 2018 der Stadt Goslar (de) (Anneau de l'empereur de Goslar)